# Calvin et Hobbes
Calvin et Hobbes (Calvin and Hobbes) est une bande dessinée américaine (ou comic strip) écrite et illustrée par Bill Watterson, qui met en scène les aventures humoristiques de Calvin, un enfant imaginatif de six ans, et de Hobbes, son tigre en peluche sarcastique. Par ironie, les noms des deux personnages sont tirés du nom de deux penseurs aux philosophies radicalement différentes : le théologien Jean Calvin et le matérialiste Thomas Hobbes.
Créée le 18 novembre 1985, la série s'est terminée le 31 décembre 1995, après dix ans de parutions à raison d'une bande par jour, et d'une planche hebdomadaire en couleur. Elle a, durant cette période, connu un succès fulgurant, et été publiée par plus de 2 400 journaux de par le monde. À ce jour, plus de trente millions d'albums ont été imprimés, et Calvin et Hobbes sont devenus une nouvelle référence de la culture populaire.
La série se déroule quelque part dans le Midwest des États-Unis à la périphérie d'une banlieue, un endroit probablement inspiré de la maison d'enfance de Watterson à Chagrin Falls dans l'Ohio. Calvin et Hobbes apparaissent dans la plupart des strips, très peu étant focalisés uniquement sur les autres membres de l'entourage de Calvin. La série décrit le quotidien de Calvin, enfant plutôt solitaire et très imaginatif, du double point de vue de Calvin lui-même et de son environnement, le comique naissant souvent de la différence de vision entre les protagonistes. Aux yeux de Calvin, sa peluche, Hobbes, est une sorte de tigre anthropomorphe doué de parole et d'une personnalité propre alors que tous les autres personnages le voient comme un simple jouet. La série joue souvent sur cette double nature de Hobbes et l'ambiguïté n'est volontairement jamais levée.

## Histoire

Exemple de disposition des cases d'une planche de bande dessinée afin de tenir sur la moitié d'une page de périodique.

Bill Watterson commence à dessiner à ses moments perdus durant la période où il travaille comme publicitaire, un travail qu'il déteste. Il expérimente plusieurs idées que les éditeurs rejettent. Toutefois il reçoit une réponse positive du United Feature Syndicate à des dessins mettant en scène un enfant et un tigre imaginaire. Le dessinateur s'engage alors dans ce sujet mais United Feature Syndicate rejette ses nouveaux dessins et il essuie par la suite plusieurs réponses négatives. Finalement, c'est le Universal Press Syndicate qui accepte d'aider Bill Watterson.
C'est dans un journal américain que Calvin et Hobbes est publié pour la première fois, le 18 novembre 1985. Très vite la série connaît le succès. Début 1986, 130 journaux publient la série contre 350 à la fin de cette même année. Dans la foulée, l'auteur remporte également un Reuben Award par la National Cartoonists Society, devenant le plus jeune lauréat de ce prix. En 1988, il en gagne un second tandis que la série est diffusée sur 600 supports.
En 1991, 1800 journaux publient la série et celle-ci reçoit un premier prix au festival de Barcelone. C'est aussi cette année-là que la série commence à être éditée intégralement en France. En 1992, alors que la série n'est éditée en France que depuis un an, l'album En avant tête de thon reçoit l'Alph'Art du meilleur album étranger au Festival international de la bande dessinée d'Angoulême. En même temps, il est une troisième fois nommé pour un Reuben Award. De mai 1991 à février 1992, puis d'avril à décembre 1994, Watterson décide de s'accorder quelques mois sabbatiques. Durant ces périodes, de nombreux journaux republient des gags des premières années de la série. Au retour de son premier congé, Watterson impose aux journaux une publication à l'italienne des planches du dimanche pour renouer avec une pratique disparue qui laissait beaucoup plus de place à chaque série. Ce format s'applique aussi aux albums à partir de The Days Are Just Packed. Ces contraintes n'empêchent pas la diffusion de la série puisque 2 200 journaux la diffusent en 1993.
En tout, la série fut diffusée dans 2 400 journaux à travers le monde, traduite dans une quarantaine de langues, et vendue à près de trente millions d'albums, dont plus de deux millions et demi en France. En 1995, Bill Watterson annonce, dans une lettre à ses éditeurs, la fin de la série à la fin de l'année. Il considérait en effet qu'il avait fait tout ce qu'il pouvait dans les contraintes de temps et d’espace qu'impose une diffusion dans la presse quotidienne et qu'il était temps pour lui de s'arrêter.
Calvin et Hobbes prend ainsi fin le 31 décembre 1995, avec la parution de la 3 160e et dernière planche dans le Washington Post. Celle-ci dépeint Calvin et Hobbes émerveillés par le spectacle d'un paysage fraîchement recouvert par la neige : « C'est un monde magique, vieux frère !… ». La dernière case montre Calvin et Hobbes descendant en luge une colline et Calvin s'exclamant «… allons l'explorer ! »
.
Des albums inédits parurent en France jusqu'en 2005.

## Style et influences

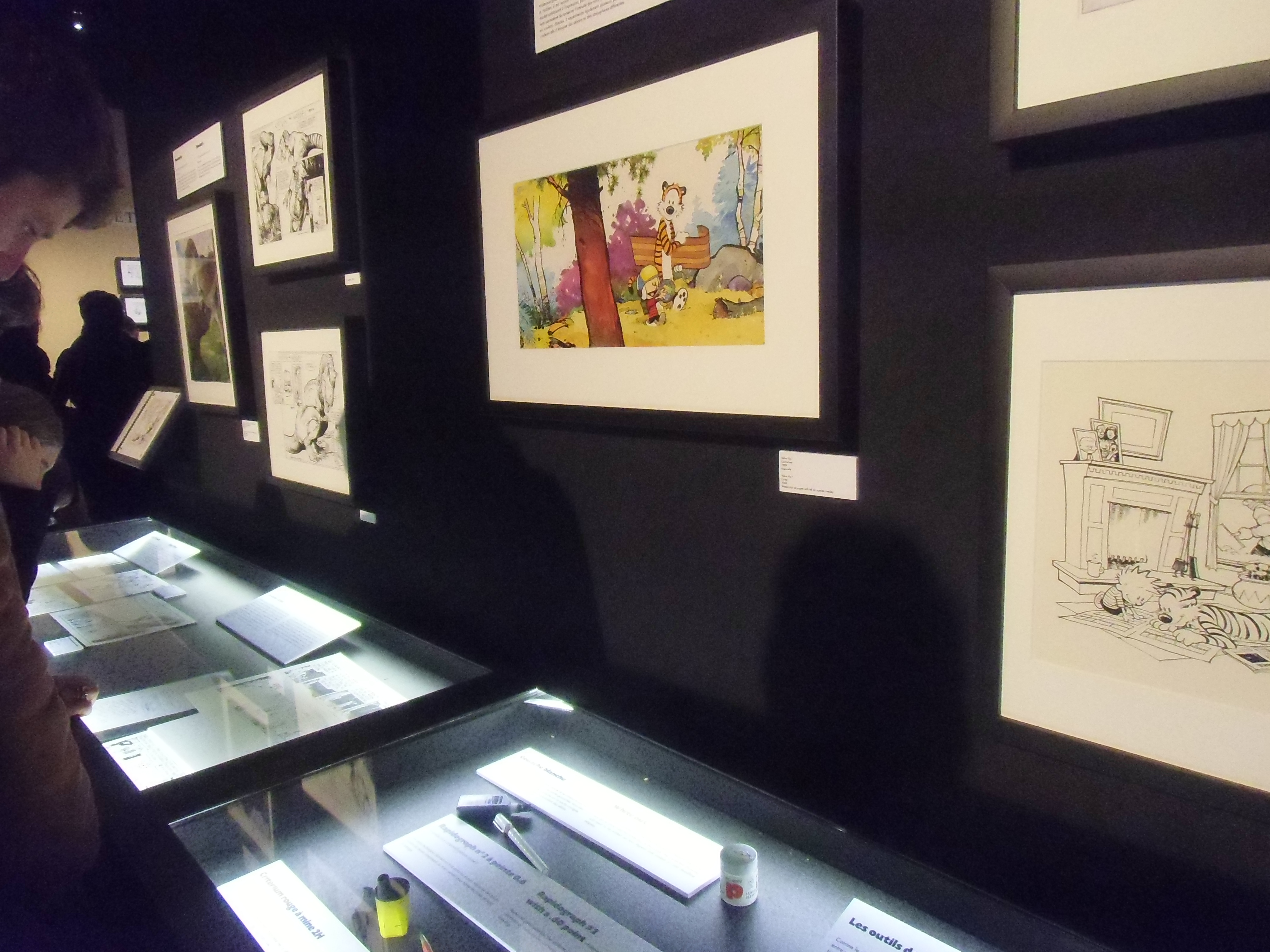
Exposition « À la Recherche de Calvin et Hobbes » d'œuvres et de matériel de dessin de Watterson, Festival de bande dessinée d'Angoulême, 2015.

Calvin et Hobbes se caractérise surtout par l'humour, une critique sociale et politique, appuyés par divers personnages. Ce style de bande dessinée existait déjà auparavant avec Peanuts de Charles Monroe Schulz, Skippy de Percy Crosby, Bloom County de Berkeley Breathed, Krazy Kat de George Herriman et Mafalda de Quino. Les racines de l'usage de la bande dessinée humoristique comme critique sociopolitique par Watterson proviennent de Pogo, de Walt Kelly. Schulz et Kelly en particulier ont influencé le regard de l'auteur sur les bandes dessinées. Les éléments distinctifs du style de Watterson se font dans la diversité des personnages et parfois l'exagération des expressions (surtout lorsqu’il s’agit de Calvin), l'imagination élaborée et étrange de Calvin, et l'usage fréquent de blagues visuelles et de métaphores. Dans les dernières années de la série, Watterson s'est exprimé avec plus de liberté, avec des histoires sans dialogues et un plus grand usage du blanc, car il disposait de plus d'espace pour ses histoires. L'auteur a également choisi de ne pas montrer certains éléments de l’univers de Calvin et Hobbes en n'y faisant qu'allusion, faisant ainsi appel à l'imagination du lecteur. Watterson travaille d'abord avec un simple crayon à dessin (bien que la planche dominicale requît un travail plus long), puis une brosse et de l'encre de Chine pour compléter le dessin. Il portait une grande attention à l'usage des couleurs, mettant parfois beaucoup de temps à choisir les bonnes couleurs à utiliser pour l’histoire publiée le dimanche.
Dans l'ordre original de publication des strips, l'environnement de Calvin correspondait à celui de l'hémisphère nord. Calvin joue dans la neige dans les strips publiés l'hiver, et est en grandes vacances pendant l'été. Les strips de Noël et d'Halloween étaient également dessinés pendant cette période de l'année. Bien que la série dépeigne de nombreuses années scolaires et divers séjours de vacances, et que les personnages semblent conscients de ces années écoulées, Calvin ne vieillit jamais et n'apparaît jamais célébrant son anniversaire (le seul anniversaire vu dans la série est celui de Susie Derkins). Il participe également à de nombreux réveillons de Noël. Calvin reste éternellement âgé de six ans. Ce genre de distorsion temporelle est très fréquent dans l'univers de la bande dessinée, comme dans les Peanuts où l'âge des personnages n'évolue quasiment pas. Ironiquement, dans un des premiers strips, le père de Calvin remarque que son fils pense qu'il aura toujours six ans.

## Marketing

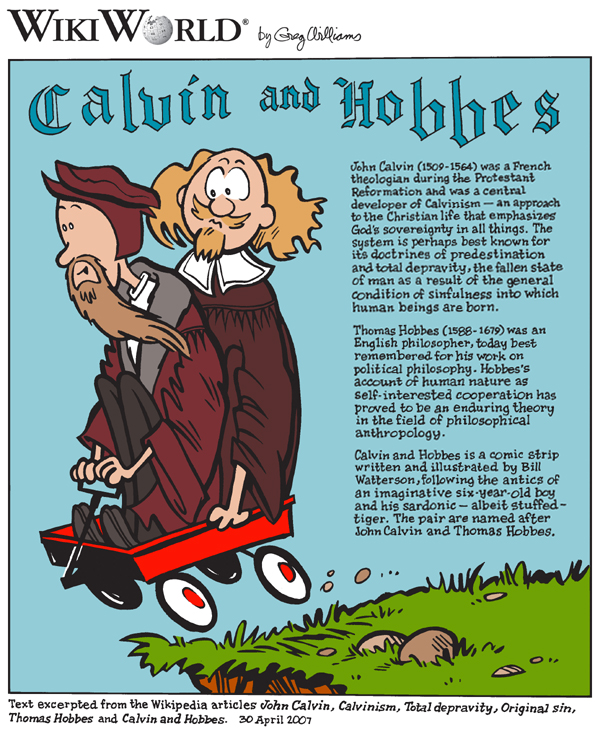
Vue humoristique de la série mettant en scène les vrais Calvin et Hobbes.

Malgré le succès de la série et les récompenses qui ont suivi, Watterson a toujours préféré rester discret et a opté pour un refus strict de tout marchandisage afin de préserver l'intégrité de ses idées, de son univers et de sa série. Quelques exceptions plus ou moins légales existent cependant. La série reste donc relativement peu commercialisée, Watterson estimant qu'il est du devoir de l'artiste de protéger sa création. En 2005, il déclare qu'il n'était pas forcément hostile au marchandisage au début de la série, mais que chaque produit dérivé lui semblait en contradiction avec l'esprit de la série et avec le message qu'il voulait véhiculer.
En dehors des livres, de deux calendriers (1988-1989 et 1989-1990), d'un livre Teaching with Calvin and Hobbes et d'un T-shirt, aucun produit dérivé sur la série n'est théoriquement autorisé. Watterson refuse également de vendre ses originaux. Ce choix lui a souvent causé de nombreux désaccords avec son agence de presse et avec les journaux qui le publient. Ainsi, dès 1988, avec le succès fortement croissant de Calvin et Hobbes, Bill Watterson doit lutter avec son éditeur qui veut lui imposer des produits dérivés. En effet, le droit d'auteur américain est favorable à celui qui finance la création. Le contrat signé par Watterson en 1985 l'oblige à céder tous ses droits à l'agence de presse Universal Press Syndicate. Après de nombreuses oppositions, l'auteur récupère les droits de ses personnages vers 1990 et peut ainsi mettre un terme à toutes les propositions de produits dérivés qui lui étaient faites. De même, Watterson a longtemps refusé toute exposition : il rejette les festivals, les signatures, les expos (une en 2001), les interviews, les photos. Un gros volume, The Calvin and Hobbes Tenth Anniversary Book, apparaît en 1995 où il s'explique. En 2014, il accepte une exposition organisée par le Billy Ireland Cartoon Library Museum (Colombus, Ohio, USA), qui présente une sélection d'originaux qu'il a donnés à ce musée. Cette exposition est montrée au 42e festival international de la bande dessinée d'Angoulême en 2015, après que son œuvre eut reçu le grand prix 2014, ; selon la tradition, il est l'auteur de l'affiche du festival 2015. Le catalogue de l'exposition contient un entretien original dans lequel il parle librement de son travail. Depuis la fin de la série, des rumeurs de films d'animation circulent régulièrement mais rien ne prouve leur véracité. En 1989, Watterson réfléchissait déjà à la question, mais le projet n'a jamais abouti.

## Une œuvre critique

### Critiques sociales
Watterson profite aussi de la série pour critiquer la société américaine et occidentale. À de rares exceptions près, la série évite les références à de quelconques personnalités ou évènements contemporains pour mieux généraliser. Watterson exprime ses frustrations sur la société de consommation, la décadence et l'apathie du public, sa sujétion aux médias de masse. Calvin est souvent vu rivé devant la télévision, où il se laisse fortement influencer par les messages publicitaires et les images de sexe et de violence qu'elle diffuse, alors que son père, qui exprime fréquemment l'avis de l'auteur, s'acharne à tenter de faire passer ses valeurs à son fils.
Bien que la série ne fasse allusion à aucune personnalité politique ni à aucun évènement précis, elle ouvre souvent la réflexion sur des questions sociales, comme l'écologisme ou les méfaits de la société de consommation. Les faiblesses des sondages d'opinion sont aussi régulièrement soulignées dans les bandes où Calvin annonce à son père les résultats de sondages réalisés auprès des enfants de six ans de la maison au sujet des actions de son père, et traitant la position du père comme celle d'un élu politique.
Hobbes exprime aussi son avis sur les attitudes désolantes de Calvin, mais d'une manière plus cynique ; il est plus souvent vu en train de porter des observations sarcastiques que d'intervenir directement. Parfois, il se contente même simplement d'écouter Calvin faire le point lui-même, quitte à lever les yeux au ciel pour exprimer sa désapprobation. Par exemple, à un moment, Calvin demande à Hobbes s'il a déjà lu des histoires de science-fiction où des machines transforment les humains en zombies esclaves. Hobbes fait un commentaire sur l'ironie d'une situation effrayante où des machines commanderaient les hommes et non l'inverse lorsque Calvin approuve puis s'exclame : « Hé ! Quelle heure est-il ? Mon émission va commencer ! » et fonce immédiatement à la maison regarder la télévision, laissant Hobbes contempler l'ironie de la situation, une fois de plus.
Les relations avec les autres personnes étant difficiles, Calvin ne semble avoir de la sympathie que pour les animaux (et — parfois — ses parents). Il envie Hobbes de ne pas être humain, reprochant à ses congénères leur égoïsme, leur violence, leur irrespect. Il regrette aussi parfois sa propre apparence qui ne le munit ni de griffes rétractiles, ni de crocs, ni de vision nocturne, ou d'autres facultés animales, ce qui le fait envier Hobbes. Il prend alors fréquemment, au détour de ses aventures et de son imagination, des formes de dinosaure, de hibou, de baleine, de monstre poilu. Ces formes lui permettent parfois de profiter de capacités diverses, comme lorsqu'un aspect de pieuvre lui permet d'éclabousser d'un jet d'encre sa camarade de classe. Son amour des animaux et de la nature accentue le côté misanthrope de Calvin, blessé par le vandalisme humain dont ils sont victimes. Il décide ainsi, dans une aventure, de quitter son statut d'homme pour devenir un tigre aux côtés de Hobbes.

### Critiques de l'art
Watterson se sert de son œuvre pour critiquer le monde de l'art, à travers la mise en forme par Calvin de bonshommes de neige difformes, de graffitis sur le pavé, de sculptures en pâte à modeler, etc. Quand mademoiselle Wormwood se plaint qu'il perde son temps en classe à faire d'incompréhensibles dessins, Calvin déclare appartenir à l'avant-garde. Il commence à explorer la neige comme moyen d'expression lorsqu'un coup de chaud provoque la fonte d'un bonhomme de neige qu’il avait créé. Sa création suivante parle de « l'horreur de notre mortalité, invitant le spectateur à contempler l’évanescence de la vie », dans la veine de l’Ecclésiaste. Au cours des ans, les créations de Calvin se diversifient.
À de nombreuses reprises, Watterson dessine ses strips en utilisant des distorsions visuelles : couleurs inversées, néo-cubisme. Seul Calvin perçoit ces altérations, ce qui illustre sa propre vision instable du monde.
Dans le Tenth Anniversary Book, Watterson explique que ces strips sont des métaphores de ses propres expériences, illustrant, par exemple, les conflits avec ses éditeurs quant à la mise en forme des strips de la série. Par exemple, dans un strip où les couleurs des dessins sont inversées, le père de Calvin lui reproche de voir tout en noir et blanc, ce à quoi Calvin rétorque que parfois c'est le cas — une réplique utilisée par Watterson lui-même.

## Personnages

### Calvin
Pour les articles homonymes, voir Calvin.

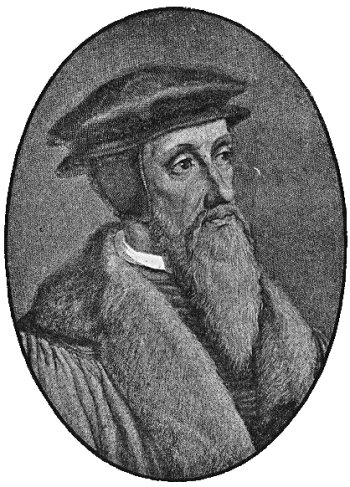
Jean Calvin.

Le héros principal tire son nom du théologien Jean Calvin, fondateur du calvinisme, qui croyait en la prédestination. Impulsif, peu obéissant, énergique, curieux et intelligent, c'est un petit garçon de six ans comme tant d'autres — généralement vêtu d'un pull rouge aux rayures noires, d'un jean noir (qui s'avère être un short, ses jambes étant étonnamment courtes), et de baskets magenta — qui voit dans la vie quotidienne une source inépuisable d'imagination. Cependant il possède deux caractéristiques curieuses et amusantes : tout d'abord, il n'y a pas de censure entre ses pensées et ses paroles ; ensuite, ses paroles ont parfois la profondeur de celles d'un adulte et même plus encore. C'est aussi un grand lecteur de comics et de pulps et un assoiffé de connaissances. Il est passionné de chewing-gum et est abonné à Chewing, un magazine spécialisé. Une de ses passions encore plus dévorante est la paléontologie, et notamment les dinosaures. Calvin voue un véritable culte à la télévision, allant jusqu'à lui faire des offrandes, et se laisse facilement manipuler par elle. Calvin est un peu égocentrique, mais il se préoccupe beaucoup des animaux et, misanthrope, préfère leur compagnie à celle des humains. Calvin est également un macho convaincu, méprisant voire rejetant le genre féminin, à l'exception de sa mère à qui il doit un minimum de respect. Comme son éponyme Jean Calvin, Calvin croit en la prédestination. Le personnage explique ainsi que ses actes échappent à son contrôle et qu'il est le produit de son environnement, une victime des circonstances. Il se prétend être le plus grand génie que l'humanité ait connu, n'hésitant pas à se comparer à Albert Einstein et restant convaincu que le monde reconnaîtra son intelligence supérieure un jour, et tente d'inventer des machines surpuissantes à partir de boîtes en carton. Bien que prétentieux, Calvin présente néanmoins plusieurs caractéristiques d'un enfant surdoué : forte curiosité, grande imagination, vocabulaire très riche, comportement solitaire, idéalisme fort, échec scolaire…
Doté d'une imagination débordante, Calvin aime voguer dans ses rêves où il vit diverses aventures. Parfois Calvin vit ses aventures fantastiques en compagnie de Hobbes, dans ce cas l'imaginaire se poursuit souvent sur plusieurs strips. À la manière de Little Nemo, le passage de la réalité à l'onirique est souvent rude ; la dernière case du strip montre généralement soit ce qui se passe vraiment dans la réalité soit ce qui se passe dans la tête de Calvin. Calvin possède trois personnalités qui reviennent régulièrement dans ses évasions. En tant que Spiff le spationaute (« Spaceman Spiff »), il explore seul les confins de l'Univers dans une soucoupe volante. Dans cet univers, Calvin porte des lunettes. Son engin est équipé de nombreuses armes, détecteurs, et de moyens de propulsion variés. Il fait face à un univers cruel, peuplé de créatures repoussantes qui ne sont en fait que des personnes de l'entourage de Calvin, transformées en extraterrestres par son esprit fertile. Le personnage de Spiff est antérieur à Calvin, car Watterson l'a conçu durant ses cours d'allemand alors qu'il était au lycée. Spaceman Spiff s'appelait alors Raumfahrer Rolf. Au lycée, le dessinateur le renomme Spaceman Mort. C'est à la fin de ses études au lycée que le personnage acquiert son nom définitif : Spaceman Spiff. Moustachu comme Charlie Chaplin, Spiff explorait l'espace dans un dirigeable avec son ami Fargle. Rejeté par les éditeurs, le personnage trouve sa place comme avatar de Calvin. Après plusieurs albums, Watterson trouve que les monstres affrontant Spiff ne sont pas assez développés. Ainsi les paysages des mondes visités par l'aventurier se fondent sur ceux du sud de l'Utah, comme dans la bande dessinée Krazy Kat. Peu à peu les monstres sont dessinés avec plus de détails. Watterson lui-même a décrit Spiff comme étant une caricature de Flash Gordon. Il semble aussi qu’il soit un pastiche de Star Trek et de Star Wars. Autre personnage favori de Calvin, Hyperman (« Stupendous Man ») est un super-héros qui se vêt d'un déguisement cousu par sa mère. Calvin utilise souvent ce personnage pour échapper à des devoirs ou lutter contre d'autres personnages (tous du sexe féminin), à qui il donne des surnoms de méchants. On retrouve ainsi « Baby-Sitter Woman » (Rosaline), « Stupid Girl » (Susie Derkins), le « Crabe Prof » (Mrs Wormwood) ainsi que celle qu'il appelle son ennemie jurée : « Miss Maman » (sa mère). Il ne se rend pas compte que son costume ne cache pas son identité, et se trouve surpris lorsqu'on le punit pour des actes qu'il prétend ne pas avoir commis. Bien qu'il ne connaisse que des échecs, le super-héros prétend avoir malgré tout remporté une victoire morale. Ce personnage est une parodie des super-héros comme Superman. Il s'agit de la seule des trois personnalités avec laquelle Hobbes intervient, même si celui-ci ne semble pas se prendre autant au jeu.
Troisième personnage important, Balle Traçante (« Tracer Bullet »), un détective privé inspiré des films noirs et des stéréotypes sur les détectives comme Philip Marlowe. Calvin l'utilise lorsqu'il recherche des réponses, par exemple celle d'un problème de mathématiques. Calvin porte alors un imperméable et un chapeau qui lui cache une partie du visage ; il fume, boit et utilise de longues phrases remplies de figures de style pour raconter son enquête. Dans ces histoires, le dessin prend un style rappelant un peu celui de Sin City, marqué par de forts contrastes. Bill Watterson a dessiné peu d'histoires avec Balle Traçante, car cela lui prenait beaucoup de temps pour dessiner dans ce style.
En plus de ces avatars, Calvin aime aussi se transformer en dinosaure (généralement un tyrannosaure) ; mais il peut également s'imaginer sous de nombreuses formes : animal, volcan, planète, arme nucléaire, etc.

### Hobbes

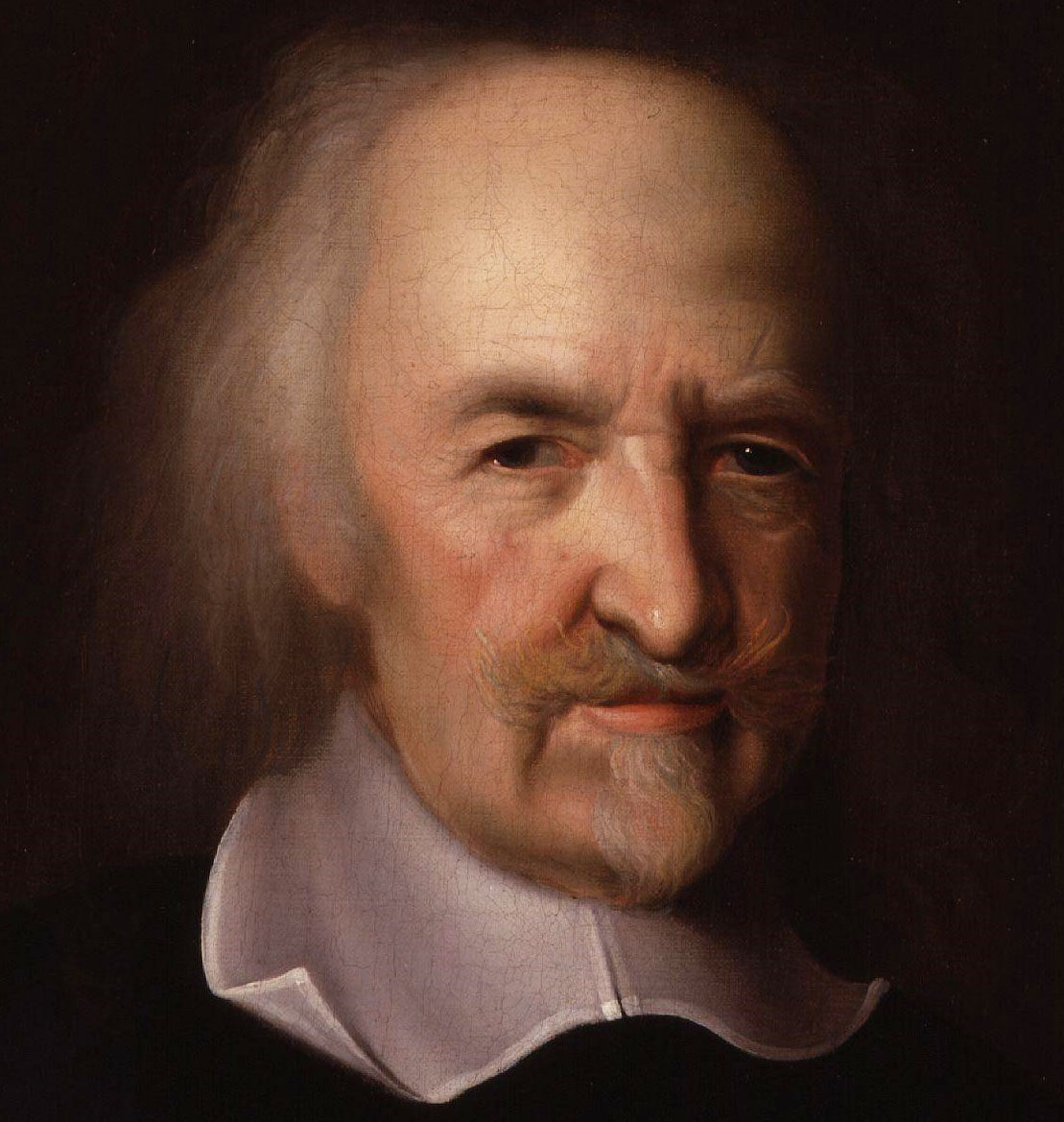
Thomas Hobbes.

Du point de vue d'une tierce personne, Hobbes n'est que le tigre en peluche de Calvin. Mais lorsque la perspective bascule du côté de Calvin, il devient un véritable tigre anthropomorphisé et doué de la parole, qui accompagne Calvin au cours de ses aventures et de ses bêtises, prenant également le rôle de « conscience sage ou raisonnable » de Calvin. Il s'agit d'une dichotomie que Watterson explique ainsi : « Lorsque Hobbes est une simple peluche dans une case et vivant dans la suivante, je juxtapose la version de la réalité des adultes avec celle de Calvin, et invite le lecteur à décider de celui qui a raison. ». En effet, l'intangibilité de Hobbes reste toujours incertaine : par exemple, lorsqu'il bondit sur Calvin et le laisse débraillé, ses parents se demandent comment Calvin arrive à se faire cela tout seul. Dans un autre strip, Hobbes suspend Calvin par l'arrière du pantalon à la branche d'un arbre. Dans un des tout premiers strips, Calvin affirme même que Hobbes a mangé un de ses camarades de classe (ce que Hobbes confirme) mais personne d'autre n'y fait référence, et il est plus probable d'attribuer cela à l'imagination de Calvin.
Il tire son nom du philosophe Thomas Hobbes, dont la pensée était pessimiste, et qui, selon Watterson, avait une faible estime de la nature humaine. Hobbes est plus rationnel et plus conscient que Calvin des conséquences de leurs actes mais interfère rarement dans les bêtises de Calvin en dehors de lui donner des avertissements ambigus. Après les faits, Calvin est le seul à en subir les conséquences. Autre point de divergence, Hobbes préfère mener une vie plus simple et moins ambitieuse que celle à laquelle Calvin aspire. Au contraire de Calvin, Hobbes n'a aucune soif de pouvoir ou de reconnaissance : dans un strip, lorsque Calvin lui demande son vœu le plus cher, Hobbes répond un « grand champ ensoleillé » avant de s'endormir dans le champ où ils se trouvent. Il utilise aussi un ton sarcastique lorsque Calvin se montre hypocrite au sujet de sa vision sur lui et le monde. Calvin et Hobbes sont amis, mais se disputent régulièrement, et parfois se battent. Hobbes a aussi l'habitude de s'amuser à filer et à bondir sur Calvin comme un tigre sur une proie, notamment lorsque Calvin rentre de l'école. Il appelle rarement Calvin par son prénom, utilisant des pronoms à la place. C'est un artiste enthousiaste, quoique sans talent particulier. Il lui arrive de faire les devoirs de Calvin ou de l'aider, même s'il n'est guère meilleur que lui. Il aime lire les bandes dessinées, mais Calvin refuse de lui prêter celles de sa collection, et il adore le thon. Il est aussi très fier d'être un félin et fait souvent des commentaires désobligeants sur le genre humain. Hobbes s'intéresse aux filles et insinue qu'il a une certaine expérience dans le domaine amoureux, alors que Calvin n'y entend rien.
Le premier strip de la série montre comment Calvin a capturé Hobbes en l'appâtant avec un sandwich au thon. À l'époque, Watterson pensait qu'il était important d'expliquer comment ils se sont rencontrés, mais dans le Tenth Anniversary Book il explique avoir changé d'opinion, avançant que cela n'était pas nécessaire. Un strip où Calvin parle de ses trois premières années vient d'ailleurs infirmer cette première rencontre en semblant admettre que Hobbes connait Calvin depuis qu'il est bébé. L'apparence de Hobbes change au cours de la série : au début, il était petit et les poils de sa fourrure n'étaient pas dessinés avec détail, ses yeux étaient ronds et ses pattes dotées de coussinets. Par la suite, sa fourrure devient plus détaillée, ses yeux ovales et les coussinets sont moins visibles.

### Parents
Les parents de Calvin appartiennent à la classe moyenne américaine et ont un caractère relativement terre-à-terre et sensé, ce qui les fait régulièrement entrer en conflit avec Calvin, d'autant plus que celui-ci met très souvent la maison sens dessus dessous, notamment lorsqu'il vit ses aventures imaginaires. Au début de la série, Watterson a déclaré que certains fans étaient énervés de l'opinion des parents sur Calvin (le père rappelle parfois qu'il voulait un chien). Malgré ce genre de réflexions, certains strips laissent place à la tendresse entre Calvin et ses parents.
Dans toute la série, les parents de Calvin ne sont jamais désignés par leurs prénoms. Leur nom de famille n'est pas connu non plus. Ils ne sont identifiés que comme « Maman » et « Papa » et s'appellent « chéri(e) » entre eux. Watterson explique cette décision par le fait qu'ils ne sont importants que parce qu'ils sont les parents de Calvin. Ce choix s'avéra problématique lorsque l'oncle Max de Calvin apparait une semaine dans la série et ne peut se référer aux parents par leur prénom.
Le père
Homme proche de la quarantaine, plutôt insensible aux extravagances de son fils. Son travail exact n'est pas connu dans la série, mais dans le Tenth Anniversary Book, Watterson confirme qu'il est homme de loi, spécifiquement dans le domaine de propriété industrielle. Il n'aime pas trop son travail, mais quand il en parle, il se rend vite compte qu'il lui permet d'échapper aux bêtises de son fils. Amateur de vélo, de livres, de pêche et de camping sauvage (au grand dam du reste de sa famille), la société de consommation dans laquelle il vit l'insupporte complètement.
 Il répond et réagit souvent aux actes de Calvin de façon pragmatique ou paradoxale. Bill Watterson dit s'être inspiré de son père qui, comme le père de Calvin, lui donnait toujours des explications farfelues. En réponse aux râleries de Calvin, il lui ressort toujours la même phrase : « ça forge le caractère ». Même s'il insupporte Calvin, cet humour particulier du père semble s'être transmis à son fils. Bill Watterson utilise le père de Calvin pour s'exprimer et commenter certains aspects du monde des adultes. Comme lui, il se méfie de la société de consommation et aime faire du vélo.
La mère
Mère au foyer souvent exaspérée par les actes de son fils. Bien que sa progéniture l’énerve fortement, elle n'en éprouve pas moins de l'amour pour lui. Elle a tendance à s'inquiéter plus vite du sort de Calvin que son mari ; par exemple, lors d'une visite au zoo où ils perdent Calvin de vue, elle est saisie d’une peur panique tandis que son mari reste assez calme. De plus, le père de Calvin lui donne souvent des explications totalement fausses sur le fonctionnement de diverses choses, ce qu'instantanément reproche la mère de Calvin à son mari, et justifiant souvent « ses notes sont assez basses comme ça ! ».
 Dans les rares occasions où elle n'est pas occupée à réagir aux frasques de son fils, elle s'adonne à de paisibles activités, comme le jardinage ou la lecture. Il semble que, dans son enfance, elle n'ait pas toujours été aussi exemplaire qu'à l'âge adulte : après avoir déclaré : « J’espère qu'un jour tu auras un enfant qui t'en fera voir autant », son fils lui répond : « Ouais. Mamie te disait la même chose, paraît-il ».

### Autres personnages
Susie Derkins
Seul personnage à avoir un nom et un prénom (Derkins était le nom du beagle de la famille de l'épouse de Watterson), Susie est une camarade de classe de Calvin qui habite dans son voisinage. Elle apparait dans la série comme une nouvelle élève de la classe. Dans les premières années de la série, Watterson représentait Susie avec un visage tout rond et portant des jupes. Son apparence change ensuite.
Contrairement à Calvin, elle est studieuse, polie et civilisée et son imagination est limitée, se réduisant au stéréotype des petites filles organisant des thés avec leurs peluches. Sa peluche favorite est un lapin nommé Mr. Bun (M. Pinpin en français) qui ne possède pas de « réalité alternative », ou en tout cas n'est jamais représenté du point de vue de Susie comme Hobbes l'est avec Calvin (sauf lorsque Calvin lui prête une telle « réalité alternative »). Sa relation avec Calvin est pour le moins tendue : elle est souvent la victime de ses sarcasmes machistes ainsi que des boules de neige qu’il lui lance. Le DÉFI ou Dégagez (puis : Dehors) Énormes Filles Informes (en version originale : GROSS [« vulgaire »] Get Rid Of Slimy Girls) est une organisation secrète anti-filles inventée par Calvin et Hobbes qui sert essentiellement à agresser Susie. Mais le sentiment qui lie Susie à Calvin est ambigu, fait de haine, mais aussi d’amour refoulé éprouvé l'un pour l’autre. Watterson a d'ailleurs admis que Calvin et Susie avaient un début de béguin l'un pour l'autre, et que Susie était inspirée du type de femme qu'il trouvait lui-même attirante. La relation de Susie avec Calvin est cependant très conflictuelle et ne ressort jamais vraiment, mais cet « amour vache » entre Susie et Calvin amène souvent Hobbes à chambrer Calvin sur ce terrain.
Miss Wormwood
Miss Wormwood, dont le nom est tiré d'un personnage du livre Tactique du diable de C.S. Lewis, est l'institutrice de Calvin, fatiguée des innombrables facéties de Calvin. Elle porte en permanence des robes à pois et se trouve à quelques années de la retraite. Il est à noter que le nom propre Wormwood signifie, en tant que nom commun, fiel ou amertume. Mieux encore, worm est un vers de terre et wood du bois. L'institutrice de Calvin est donc au choix amère ou vermoulue !
Entre les exposés de Calvin, et les réponses qu'il refuse de donner lors des contrôles, sa patience est très souvent éprouvée. Selon les dires de Calvin, elle en serait à deux paquets de cigarettes sans filtre par jour pour tenir le choc… Watterson a déclaré avoir beaucoup de sympathie pour Miss Wormwood, qui s'énerve à essayer de garder le turbulent Calvin sous contrôle pour que la classe puisse apprendre quelque chose.
Rosaline
Rosaline est la nounou de Calvin. Étudiante, elle est la seule personne à accepter de le garder, une exception qui lui permet de demander des tarifs de plus en plus élevés et des avances aux parents désespérés. Elle apparaît aussi une fois comme le professeur de natation de Calvin. Les soirs de garde, on la voit souvent téléphoner à son petit ami Charlie (que l'on ne voit jamais), un appel toujours interrompu par Calvin.
Dans ces moments, Calvin prend souvent la personnalité d'Hyperman pour lutter contre Rosaline (qu'Hyperman appelle « Baby-sitter Woman ») mais elle n'hésite pas à lui jouer d'aussi mauvais tours que lui. Les soirées de garde ressemblent ainsi plus à une bataille entre les deux occupants de la maison.
Selon Watterson, Rosaline est la seule personne dont Calvin ait vraiment peur. Alors qu’au début de la série elle ne dispose pas de nom et n’apparaît qu’une fois, le dessinateur décide ensuite de la réutiliser car elle parvient à contenir le caractère facétieux de l’enfant.
Moe
Camarade de classe, il est le cauchemar de Calvin et passe son temps à le martyriser. Brute typique, il ne cesse de pousser Calvin contre les murs, de lui extorquer son déjeuner et de l'appeler « P'tite tête ».
Il a six ans mais se raserait déjà. Il est le seul personnage récurrent à voir ses paroles (souvent monosyllabiques) représentées dans une police de caractères comportant les lettres minuscules, contrairement aux capitales utilisées partout ailleurs. Watterson décrit Moe comme « imposant, moche, bête et cruel » et une addition de « tous les imbéciles que j'ai toujours connus ».
Il existe d'autres personnages récurrents dans la série, quoique moins fréquents, tel que monsieur Spittle, le principal de l’école dans le bureau de qui Calvin se retrouve lorsqu'il va trop loin avec son institutrice, qui montrent généralement Calvin tentant de se justifier pour son comportement. Il arrive également souvent que Calvin s'imagine être le spationaute Spiff et se voie affronter Spittle sous la forme d'un extraterrestre. Un autre personnage récurrent est le médecin de Calvin qui en voit de toutes les couleurs pour pouvoir ausculter son patient.

## Situations récurrentes
Qu'elles appartiennent à la vraie vie ou à l'imaginaire de Calvin, certaines situations apparaissent régulièrement dans l'œuvre de Watterson.

### DÉFI
Le DÉFI, pour « dehors énormes filles informes », (ou GROSS pour « get rid of slimy girls » en version originale) est un club secret anti-filles inventé par Calvin et Hobbes. Le but principal de cette organisation est d'exclure les filles, notamment Susie Derkins, la voisine de Calvin.
Au départ situé dans le garage, les réunions du club ont finalement lieu dans une cabane située en haut d'un arbre. Hobbes peut grimper en haut de l'arbre et accéder à la cabane, mais Calvin a besoin d'une corde. Ainsi, Hobbes refuse de lui tendre une corde tant que Calvin n'a pas dit le mot de passe inventé par Hobbes, qui est constitué de huit versets à la gloire des tigres. Lorsqu'une fois, la mère de Calvin doit garder Susie, une réunion d'urgence a lieu dans la chambre, sous un carton. Le club possède sa propre charte et également son propre hymne, mais il n'apparaît jamais au complet dans la bande dessinée. Il n'y a que deux membres, Calvin et Hobbes, qui portent des chapeaux de papier durant les réunions et se donnent différents titres pompeux (Calvin est le dictateur-à-vie du club et Hobbes le Président et Premier Tigre). Le plus souvent, la suprématie de Calvin est remise en cause par Hobbes, et la réunion se termine en pugilat.
Leurs actes consistent essentiellement à travailler sur les statuts du DÉFI mais il arrive parfois que le club passe à l'acte et aille embêter Susie Derkins, ce qui se retourne généralement contre eux. De plus, le penchant de Hobbes pour les filles et sa position paradoxale dans ce club l'amène parfois à trahir Calvin pour Susie. Malgré cela, après une mission ratée, Calvin et Hobbes reconsidèrent le bilan de leur opération dans leur quartier général et en arrivent à la conclusion que la mission est tout de même un succès.

### Calvinball
Le calvinball est un jeu inventé de toutes pièces par Calvin et Hobbes. On voit jouer Calvin à ce jeu pour la première fois après avoir été déçu du Baseball, qu'il a tenté de pratiquer dans son école. Pour y jouer, il est nécessaire de porter un masque et tous les ustensiles disponibles sont bons à prendre. Tel le Kamoulox, les règles sont inventées et modifiées en cours de jeu. Calvin et Hobbes passent d'ailleurs autant de temps à discuter les règles qu'à les jouer. Cependant une seule règle est constante : ne jamais édicter deux fois la même règle. Le calcul des scores est également fantaisiste : « M à 12 » dans un jeu, et « Oogy à Boogy » dans un autre, par exemple. Calvin crée ce jeu en réaction à ceux comportant des règles précises (notamment le baseball) qu'il n'arrive jamais à respecter. Ce jeu fait plus appel à la créativité qu’à la force physique.
Dans l'un des tomes, Calvin va même jouer avec Rosaline, la baby-sitter et à sa grande surprise elle comprendra très vite les règles et arrivera même à se servir du jeu pour l'envoyer au lit.

### En hiver

#### Boules et bonshommes de neige
Durant l'hiver, Calvin s'engage dans des batailles de boules de neige avec Hobbes, sa principale cible étant sa voisine, Susie Derkins. Pendant l'été, les boules de neige sont remplacées par des ballons d'eau. Calvin croit aux « grands affreux démons des neiges », des entités qui contrôleraient le temps et permettraient d'avoir un hiver neigeux en brûlant des feuilles en guise de sacrifice ou en prononçant des incantations. Calvin construit aussi des bonshommes de neige, mais souvent — au grand dam de ses parents — sous la forme de monstres ou de créatures étranges : un bonhomme de neige à deux têtes, un autre qui se sert de la tête d'une de ses créations comme d'une boule de neige. Il construira un « bonhomme de neige anatomiquement correct », selon les mots de sa mère, devant leur maison, après avoir vu Susie Derkins créer un bonhomme de neige doté de poitrine, qu'elle qualifie de « bonne femme de neige ». On peut supposer que Calvin a pourvu son bonhomme d'attributs masculins.
Dans cet esprit, il se met parfois en scène en train de se faire dévorer par des bonhommes de neige ou diverses créations (comme un faux serpent de neige), afin de taquiner sa voisine. A l'occasion, il insulte ses parents en capitales dans la poudreuse ou utilise le même moyen pour convaincre les « pilotes de jet de faire un tonneau ». Il met parfois aussi en scène ses bonhommes de neige dans des situations morbides, comme renversé par une voiture, tué et cannibalisé par un autre ou encore sous forme de figures jivaros en vente. Cette situation exaspère toute la rue : ses parents mentionnent « les voisins qui plantent de grands arbres », Susie Derkins affirme que « plus personne n'a vendu de maison dans cette rue depuis six ans » (donc depuis que Calvin est venu au monde), et enfin son père dit que « nous devrions montrer cet enfant à un psychologue ». De façon très sporadique, Calvin se sert de ses bonhommes pour protester contre l'autorité parentale en organisant de fausses manifestations ou scène d'intoxication alimentaire lorsqu'un aliment qu'il déteste est au menu : « Tu fais des aubergines ce soir, chérie ?. » 
Dans l'une des histoires relatives à ce thème, Calvin amène à la vie un bonhomme de neige, qui devient méchant et se réplique avant d'être vaincu en utilisant un tuyau d'arrosage. Contrairement à Hobbes, Calvin conçoit la création de bonhommes de neige comme de l'Art. Mais en réalité ce thème est un moyen pour l'auteur de critiquer le caractère prétentieux de certains artistes. Ainsi, quand Calvin proclame que toute la neige du monde est son œuvre d'art, proposant de la vendre à Hobbes pour un million de dollars, celui-ci réplique que cela s'allierait mal avec son mobilier.

#### À Noël
Quand Noël approche, Calvin ressent le besoin d'augmenter ses chances d'obtenir des cadeaux du père Noël. En effet, les enfants qui ne sont pas sages ne reçoivent rien, et Calvin tient absolument à recevoir chaque élément présent sur sa liste. Il est toujours déçu, quel que soit son comportement. Il faut dire que sa liste comporte plusieurs centaines de pages, éventuellement en plusieurs volumes (premier volume, d'« atomiseur » à « lance-grenades »). C'est pourquoi il tente de ne pas lancer de boules de neige sur Susie Derkins. Cette période le pousse à se poser des questions profondes, comme la différence entre « être bien » et « agir bien », ou encore le fait qu'une personne naturellement bonne a moins de mérite à bien agir qu'une personne naturellement méchante, car cela lui est plus facile. Dans plusieurs histoires, Calvin s'interroge sur le travail du père Noël, et remet parfois son existence en question. Il finit toutefois par décider de croire en l'existence de ce personnage, afin d'augmenter ses chances d'avoir des cadeaux (raisonnement à rapprocher du pari de Pascal). Hobbes remarquera : « vraiment, quel esprit cynique » ce à quoi Calvin répond : « c'est l'esprit de Noël ! ». Le jour de Noël, il réveille également ses parents très tôt (vers quatre heures du matin) pour aller déballer ses cadeaux, qui ne contiennent jamais les centaines d'armes qu'il avait commandées. Pourtant, en ouvrant les paquets, il est toujours satisfait (sauf quand on oublie de mettre des cadeaux pour Hobbes, oubli qu'il répare en lui offrant du thon en boîte).

### Boîtes en carton
Calvin se sert de boîtes en carton pour de multiples usages. Son imagination fertile en fait un transmogrifeur (pour changer d'apparence, et qui devient plus tard un pistolet transmogrifeur), une machine à remonter le temps, un duplicateur, ou un ethicator (qui le clone en un personnage positif). Dans une histoire Calvin utilise une boîte en carton pour accroître sa capacité cérébrale pour l’aider à rédiger une rédaction.

### Chariot, luge et vélo
Calvin et Hobbes ont pour habitude de dévaler fréquemment une colline grâce à un chariot, ou une luge. Ce faisant, ils s'interrogent sur la vie, la mort, la religion ou d'autres questions philosophiques. Bill Watterson affirme avoir créé ces étranges situations afin de rendre ces réflexions plus attrayantes. La course du véhicule utilisé et les obstacles que Calvin doit éviter sont autant de métaphores des sujets évoqués. Généralement, le chariot s’écrase de façon spectaculaire. Il sert aussi de navette spatiale lorsque, réalisant que les humains ont fortement dégradé la Terre, Calvin et Hobbes partent pour Mars afin d'y vivre. Le bruit des méfaits des humains sur la planète étant parvenu aux martiens, ceux-ci se montrent hostiles aux nouveaux arrivants qui décident de revenir sur Terre.
Le petit héros tente aussi à de multiples reprises d'apprendre à faire du vélo (parfois à grand renfort de pulls et de pantalons). Sa peur de la bicyclette se reflète dans plusieurs bandes où l'on voit un vélo l'attaquer sauvagement. Calvin n'hésite pourtant pas à prendre des risques lorsqu'il dévale une colline avec son chariot. Ironiquement, plusieurs histoires montrent le père de l'enfant prendre du plaisir à faire du vélo.

### Créatures
Les dinosaures sont le seul sujet que Calvin étudie en dehors de ceux que l'école lui impose. Les dinosaures carnivores lui servent souvent d'alter-ego, surtout le Tyrannosaurus Rex, Susie Derkins (ou la mère de Calvin) étant souvent transformée en Diplodocus, un dinosaure herbivore chassé par Calvin. Calvin remonte même plusieurs fois dans le temps avec Hobbes où ils se retrouvent nez-à-nez avec eux. À la suite de la sortie de Jurassic Park, le dessinateur a refusé de représenter ce monde préhistorique durant six mois pour qu'il ne souffre pas de la comparaison avec le film. La nuit, Calvin est parfois terrorisé par des monstres qui vivent sous son lit et l'empêchent d'en descendre. Ils sont intimidants mais peu fûtés ; ils tentent d'entraîner Calvin sous le lit en l'amadouant avec des ruses grossières. Mais les monstres ne sont pas invulnérables : les deux amis parviennent à en tuer en allumant la lumière ou même à leur faire peur. Hobbes semble également intimidé par ces monstres mais ceux-ci ne semblent guère s'intéresser à lui.
Calvin rencontre de multiples formes de vies au cours de ses aventures spatiales en tant que Spiff le spationaute. La plupart sont des monstres, mais ne sont que la transformation par l'esprit de Calvin des personnes de son entourage. Dans une histoire publiée vers la fin de la série, Calvin vend la Terre pour cinquante feuilles d'arbres aliens à deux extraterrestres pour compléter son herbier.

### École et devoirs
Calvin déteste l'école et se lever le matin pour s'y rendre. En classe, il est incapable de se concentrer et se montre indiscipliné. Il a souvent de mauvaises notes. Sa mère doit parfois l'obliger à aller en cours. En effet, Calvin juge inutile de s'y rendre : il explique souvent, en attendant le bus, pourquoi un enfant intelligent comme lui n’a pas besoin d’y aller. Si Calvin hait l'école, c'est aussi parce qu'il y est obligé d'apprendre des choses qui ne l'intéressent pas et qu'il doit se plier à des règles contraignantes. En plus de cela, Calvin ne supporte pas les autres enfants de sa classe qu'il considère sans intérêt. De plus Moe, le caïd de l'école, a fait de Calvin son martyr favori. Pour ce qui est des devoirs de Calvin, il arrive que ce soit Hobbes qui les fasse, tandis que son ami regarde la télévision ou lit des bandes dessinées.
Lorsque Calvin rentre de l'école, Hobbes a pour habitude de l'attaquer en lui sautant dessus peu après que son propriétaire eut annoncé son retour en ouvrant la porte. Ces épisodes s’inspirent du comportement du propre chat de Bill Watterson. Il arrive que, sachant ce qui l'attend, Calvin cherche à échapper à Hobbes en élaborant divers stratagèmes.

### Vie à la maison
Le père de Calvin se charge de lui faire la lecture avant de dormir mais celui-ci lui demande toujours de lire Homer le hamster et Galou le bougalou ("The hamster hooey and the gooey kablooie") un conte qui n'est jamais détaillé (l'album Fini de rire parle de ce roman). Dans un strip, Calvin semble apprécier ce conte essentiellement parce qu'il aime la façon dont le père prend la voix des personnages, même si celui-ci en a assez de répéter toujours la même histoire.
L'attitude de Calvin face au bain est paradoxale. S'il proteste quand sa mère l'oblige à prendre son bain, une fois qu'il y est il en profite pour jouer et en fait un moment agréable. Il se voit parfois comme un explorateur sous-marin, une créature sous-marine ou un requin.
Quand les parents de Calvin sortent, ils font appel à Rosaline pour le garder. Calvin tente systématiquement de faire du mal à sa baby-sitter par différents stratagèmes, par exemple, en l'enfermant toute une soirée dehors. Au retour de ses parents, Calvin est toujours puni, et Rosaline exige une somme colossale pour l'avoir gardé. Il arrive également que Calvin tente quelques ruses diverses pour avoir de l'argent ou des biscuits.

## Parution des albums

### Liste des albums parus en anglais
| N° | Album                                                   | Date de publication | Publication des gags dans les journaux  |
| -- | ------------------------------------------------------- | ------------------- | --------------------------------------- |
| 1  | Calvin and Hobbes                                       | Avril 1987          | Du 18 novembre 1985 au 17 août 1986     |
| 2  | Something Under the Bed Is Drooling                     | Avril 1988          | Du 18 août 1986 au 22 mai 1987          |
| 3  | Yukon Ho !                                              | Mars 1989           | Du 24 mai 1987 au 21 février 1988       |
| 4  | Weirdos From Another Planet !                           | Mars 1990           | Du 22 février 1988 au 4 décembre 1988   |
| 5  | The Revenge of the Baby-Sat                             | Avril 1991          | Du 27 novembre 1988 au 18 octobre 1989  |
| 6  | Scientific Progress Goes "Boink"                        | Octobre 1991        | Du 11 septembre 1989 au 15 juillet 1990 |
| 7  | Attack of the Deranged Mutant Killer Monster Snow Goons | Avril 1992          | Du 11 juin 1990 au 10 avril 1991        |
| 8  | The Days are Just Packed                                | Octobre 1993        | Du 11 avril 1991 au 8 novembre 1992     |
| 9  | Homicidal Psycho Jungle Cat                             | Octobre 1994        | Du 2 novembre 1992 au 29 août 1993      |
| 10 | There’s Treasure Everywhere                             | Mars 1996           | Du 30 août 1993 au 3 juin 1995          |
| 11 | It’s A Magical World                                    | Octobre 1996        | Du 20 mars 1995 au 31 décembre 1995     |

| N° | Album                                                                             | Date de publication | Autre |
| -- | --------------------------------------------------------------------------------- | ------------------- | --- |
| 1  | The Essential Calvin and Hobbes : A Calvin and Hobbes Treasury                    | Septembre 1988      | Compilation de Calvin and Hobbes et de Something Under the Bed is Drooling |
| 2  | The Calvin and Hobbes Lazy Sunday Book : A Collection of Sunday Calvin and Hobbes | Septembre 1989      | Reprend les planches du dimanche |
| 3  | The Authoritative Calvin and Hobbes : A Calvin and Hobbes Treasury                | Octobre 1990        | Compilation de Yukon Ho ! et de Weirdos From Another Planet |
| 4  | The Indispensable Calvin with Hobbes                                              | Octobre 1992        | Compilation de The Revenge of the Baby-sat et de Scientific Progress Goes "Boink"                                                                                             |
| 5  | The Calvin and Hobbes Tenth Anniversary Book                                      | Octobre 1995        | Bandes de 1985 à 1995 avec commentaires de l'auteur |
| 6  | Calvin and Hobbes sunday pages 1985-1995                                          | Septembre 2001      | Catalogue de l'exposition Calvin and Hobbes: sunday pages 1985-1995 qui a eu lieu du 10 septembre 2001 au 15 janvier 2002 à l'Ohio State University Cartoon Research Library. |
| 7  | The Complete Calvin and Hobbes                                                    | Octobre 2005        | Tous les albums en trois volumes. |

### Liste des albums parus en français
La série fut d'abord publiée en français chez Hachette, qui sortit trois volumes entre février 1988 et septembre 1989, avant de passer chez Hors Collection, qui l'a publiée de la manière suivante :
| N° FR | N° US | Album                            | Date de publication | ISBN                 | Autre                      |
| ----- | ----- | -------------------------------- | ------------------- | -------------------- | -------------------------- |
| 1     | 5     | Adieu, monde cruel !             | Janvier 1991        | (ISBN 2-258-03431-0) |                            |
| 2     | 6     | En avant, tête de thon !         | Janvier 1991        | (ISBN 2-258-03438-8) |                            |
| 3     | 7     | On est fait comme des rats !     | Janvier 1992        | (ISBN 2-258-03486-8) |                            |
| 4     | 8     | Debout, tas de nouilles !        | Janvier 1994        | (ISBN 2-258-03487-6) |                            |
| 5     | 9     | Fini de rire !                   | Janvier 1993        | (ISBN 2-258-03641-0) |                            |
| 6     | 10    | Allez, on se tire !              | Janvier 1993        | (ISBN 2-258-03839-1) |                            |
| 7     | 11    | Que fait la police ?             | Janvier 1994        | (ISBN 2-258-03642-9) |                            |
| 8     | 1     | Elle est pas belle, la vie ?     | Janvier 1994        | (ISBN 2-258-03432-9) | (premières histoires, 1/2) |
| 9     | 12    | On n'arrête pas le progrès !     | Janvier 1995        | (ISBN 2-258-00025-4) |                            |
| 10    | 2     | Tous aux abris !                 | Mai 1995            | (ISBN 2-258-03941-X) | (premières histoires, 2/2) |
| 11    | 3     | Chou bi dou wouah !              | Janvier 1996        | (ISBN 2-258-03942-8) |                            |
| 12    | 4     | Quelque chose bave sous le lit ! | Mai 1996            | (ISBN 2-258-03945-2) |                            |
| 13    | 13    | Enfin seuls !                    | Janvier 1997        | (ISBN 2-258-03943-6) |                            |
| 14    | 14    | Va jouer dans le mixer !         | Mai 1997            | (ISBN 2-258-03944-4) |                            |
| 15    | 15    | Complètement surbookés !         | Janvier 1998        | (ISBN 2-258-03946-0) |                            |
| 16    | 16    | Faites place à Hyperman !        | Juin 1998           | (ISBN 2-258-03947-9) |                            |
| 17    | 17    | La flemme du dimanche soir       | Janvier 1999        | (ISBN 2-258-04778-1) | (Best of en couleur)       |
| 18    | 18    | Gare au psychopathe à rayures !  | Juin 1999           | (ISBN 2-258-05110-X) |                            |
| 19    | 19    | Que de misère humaine !          | Janvier 2000        | (ISBN 2-258-05111-8) |                            |
| 20    | 20    | Il y a des trésors partout !     | Janvier 2001        | (ISBN 2-258-04780-3) |                            |
| 21    | 21    | Je suis trop génial !            | Janvier 2002        | (ISBN 2-258-04781-1) |                            |
| 22    | 22    | Le monde est magique !           | Janvier 2003        | (ISBN 2-258-05831-7) |                            |
| 23    | 23    | Y a des jours comme ça !         | Janvier 2004        | (ISBN 2-258-05832-5) |                            |
| 24    | 24    | Cette fois, c'est fini !         | Janvier 2005        | (ISBN 2-258-06217-9) |                            |

Entre 2005 et 2008, les aventures de Calvin et Hobbes sont rassemblées dans une intégrale de douze tomes, à raison de deux albums par volume. Cette édition suit l'ordre de parution américaine.
| Volume  | Date de publication | Collection                                                                   |
| ------- | ------------------- | ---------------------------------------------------------------------------- |
| Tome 1  | janvier 2006        | Compilation des albums Elle est pas belle la vie ? et Tous aux abris !       |
| Tome 2  | mars 2006           | Compilation de Chou bi dou wouah ! et de Quelque chose bave sous le lit !    |
| Tome 3  | septembre 2006      | Compilation de Adieu, monde cruel ! et En avant, tête de thon !              |
| Tome 4  | septembre 2006      | Compilation de On est fait comme des rats ! et de Debout, tas de nouilles !  |
| Tome 5  | janvier 2007        | Compilation de Fini de rire ! et de Allez, on se tire !                      |
| Tome 6  | janvier 2007        | Compilation de Que fait la police ? et de On n'arrête pas le progrès !       |
| Tome 7  | mai 2007            | Compilation de Enfin seuls ! et de Va jouer dans le mixer !                  |
| Tome 8  | mai 2007            | Compilation de Complètement surbookés ! et de Faites place à Hyperman !      |
| Tome 9  | janvier 2008        | Compilation de Gare au psychopathe à rayures ! et de Que de misère humaine ! |
| Tome 10 | janvier 2008        | Compilation de Il y a des trésors partout ! et de Je suis trop génial !      |
| Tome 11 | septembre 2008      | Compilation de Le monde est magique ! et de Y a des jours comme ça !         |
| Tome 12 | septembre 2008      | Compilation de La flemme du dimanche soir et de Cette fois, c'est fini !     |

En 2008, les éditions Hors Collection ont également publié le catalogue de l'exposition de Bill Watterson qui s'est tenue aux archives de la bande dessinée à l'université d'État d'Ohio du 10 septembre 2001 au 16 janvier 2002, sous le titre Calvin et Hobbes en couleurs ! (Sunday pages). L'auteur présente et commente des planches originales en anglais et noir et blanc, avec les pages couleurs correspondantes en français.

## Récompenses
- Le prix Adamson en 1991
- Trois Reuben Award :
  - 1986
  - 1988
  - 1991
- L'Alph'Art du meilleur album  étranger au festival d'Angoulême en 1992

## Hommages
Dans le récit Peur de Jeph Loeb et Tim Sale (un arc narratif de la saga Batman), Hobbes apparaît lors d'un bal costumé donné par Bruce Wayne dans son manoir.

#### Multimédia
- (en) Émission de radio où les fans expriment leur avis au sujet de la fin de la série (mp3). CBC Canada (1995).
- (en) Un article sur The Complete Calvin and Hobbes comprenant une interview avec l'éditeur de Bill Watterson Lee Salem (Real, Windows Media). NPR (2005).
- (en) In Search of Bill Watterson : une interview podcast avec la mère de Bill Watterson. (mp3). Jawbone Radio (2005).